# Hyposiccia amnaea
Hyposiccia amnaea är en fjärilsart som beskrevs av Swinhoe 1894. Hyposiccia amnaea ingår i släktet Hyposiccia och familjen björnspinnare. Inga underarter finns listade i Catalogue of Life.